# Xanny
Xanny è un brano musicale della cantante statunitense Billie Eilish, terza traccia del primo album in studio When We All Fall Asleep, Where Do We Go?, pubblicato il 29 marzo 2019.

## Descrizione

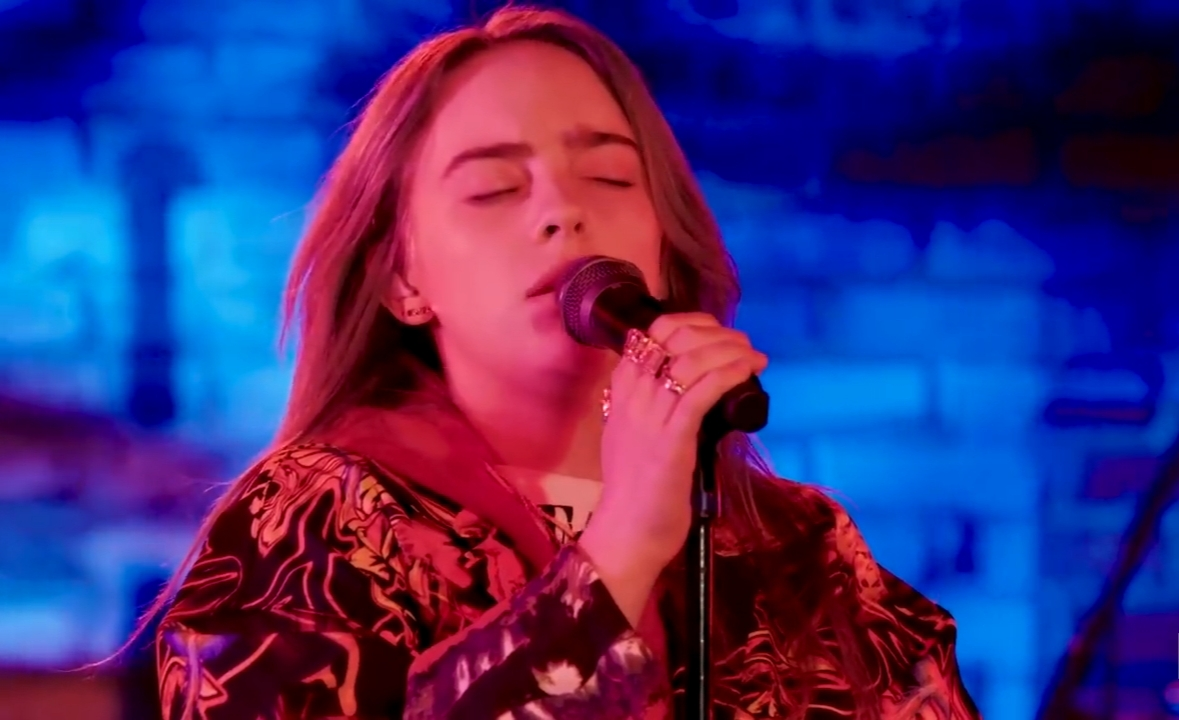
Billie Eilish canta Xanny per MTV International nell'aprile del 2019

Il titolo fa riferimento al farmaco Xanax e il testo parla della diffusione delle droghe, soprattutto tra i giovani. Eilish ha dichiarato di aver scritto la canzone dopo una serata in cui suoi amici «vomitavano e bevevano sempre di più» e che in sostanza «non erano più in loro» a causa dell'uso continuo di sostanze stupefacenti. La cantante ha citato Michael Bublé e Frank Sinatra come influenze per la scrittura e la produzione del brano.

## Video musicale
Annunciato a novembre 2019, il video musicale di Xanny è stato reso disponibile attraverso YouTube il 5 dicembre successivo. In esso la cantante è seduta su una panchina mentre alcuni individui le spengono delle sigarette in faccia. Il video è stato diretto dalla stessa Eilish e segna il suo debutto come regista.

## Classifiche
| Classifica (2019) | Posizione massima |
| ----------------- | ----------------- |
| Australia         | 10                |
| Canada            | 26                |
| Estonia           | 6                 |
| Francia           | 189               |
| Germania          | 78                |
| Grecia            | 15                |
| Islanda           | 24                |
| Italia            | 91                |
| Lettonia          | 6                 |
| Lituania          | 6                 |
| Norvegia          | 35                |
| Nuova Zelanda     | 22                |
| Paesi Bassi       | 48                |
| Portogallo        | 34                |
| Repubblica Ceca   | 18                |
| Slovacchia        | 11                |
| Stati Uniti       | 35                |
| Svezia            | 32                |
| Ungheria          | 13                |